# Aethionema huber-morathii
Aethionema huber-morathii là một loài thực vật có hoa trong họ Cải. Loài này được P.H.Davis & Hedge mô tả khoa học đầu tiên năm 1988.